# Le Réveil du Vivarais
Le Réveil est un hebdomadaire traitant de l'actualité du Vivarais, de la Vallée du Rhône et du Pilat. Il est ainsi diffusé sur quatre départements : La Loire, l'Ardèche, l'Isère et la Drôme. Il paraît tous les mercredis.
Il rejoint le Groupe Centre France de juin 2013 à décembre 2019, après avoir appartenu à Sud Communication,. 
Il appartient au groupe de presse HCR depuis le 1er janvier 2020.